# Marlinweberei
Unter Marlinweberei versteht man eine Webtechnik aus der zweiten Hälfte des 18. Jahrhunderts, bei der 
- der Kettfaden aus Seide besteht und
- der Schuss vierfach ist. Das Schussmaterial besteht aus achtmal geteiltem ungarischen Weizenstroh und zeigt mit der Glanzseite nach oben.

1793 wurde diese Webtechnik von Johann Gottfried Boden, dem Vater von Carl Gottlob Boden, in Großröhrsdorf bzw. Sachsen eingeführt. Die Ursprünge der Marlinweberei sind unbekannt, in Frankreich war sie allerdings schon vor 1793 verbreitet.
Initiator für die Herstellung und zugleich Abnehmer für dieses glänzende, starre und bauschige Marlingewebe war der sächsische Hof, der es für die Ballkleider der Hofdamen benötigte. Davor musste es aus Paris bezogen werden.